# Trận sông Yser
Trận sông Yser, là một trận đánh về cực bắc trong cuộc "Chạy đua ra biển" trên Mặt trận phía Tây thời Chiến tranh thế giới thứ nhất,, đã diễn ra từ ngày 18 cho đến ngày 30 tháng 10 năm 1914. Trong trận chiến này, quân đội Bỉ dưới quyền chỉ huy của Quốc vương Albert I, được sự hỗ trợ của một số đơn vị quân đội Pháp và 1 hải đoàn của Hải quân Hoàng gia Anh do Đô đốc Horace Hood chỉ huy, đã phòng ngự thành công trước sự tấn công của quân đội Đế quốc Đức dưới sự điều khiển của Thượng tướng Erich von Falkenhayn (với Tập đoàn quân số 4 do Albrecht, Công tước xứ Württemberg chỉ huy). Mặc dù chịu thiệt hại nặng nề, thắng lợi của khối Hiệp ước tại sông Yser đã củng cố cánh trái của họ. Quân đội phe Hiệp ước vẫn giữ được chiến tuyến Yser cho đến hết cuộc chiến tranh.
Vào đầu tháng 10 năm 1914, quân đội Bỉ đã tiến hành rút lui khỏi Antwerp – thành phố thất thủ về tay quân đội Đức vào ngày 10 tháng 10. Cuộc triệt thoái của quân Bỉ đã chấm dứt tại sông Yser. Vào ngày 15 tháng 5, quân Bỉ đã thiết lập tuyến phòng thủ của mình. Họ sẽ đóng quân trên trận tuyến từ bờ biển tới Dixmude trong khi thủy quân lục chiến pháp do Đô đốc Pierre Alexis Ronarc'h chỉ huy phòng ngự Dixmude và quân đội Anh phòng ngự khu vực xung quanh Ypres. Trong khi đó, người Đức đã tập trung lực lượng hùng mạnh về Dixmude và Ypres. Vào ngày 18 tháng 10, Tập đoàn quân số 4 của Đức đã bắt đầu tấn công các lực lượng Bỉ được triển khai dọc theo kênh Yser, sau một cuộc pháo kích ác liệt. Quân Đức ban đầu giành lợi thế, nhưng nhờ hỗ trợ của các tàu chiến Anh ở ngoài khơi, quân Bỉ đã đẩy lùi cuộc công kích của đối phương Sau đó, quân đội Đức đã tiếp tục mở hàng loạt các đợt tiến công. hòng đập tan quân đội Bỉ, nhưng gặp khó khăn trước sự kháng cự dữ dội của quân Bỉ và thủy quân lục chiến Pháp. Nhưng rồi, vào ngày 22 tháng 10, quân Đức đã lập được đầu cầu ở Tervaete, sau khi vượt qua một cầu bộ hành tạm thời không được canh giữ bắc qua sông Yser. Các cuộc phản công của quân Bỉ đã bị đánh tan.
Tại Dixmude, cách Nieuwpoort 12 dặm Anh về phía Nam, thiệt hại của thủy quân lục chiến Pháp cũng đã gia tăng. Sư đoàn Bộ binh số 42 và 2 sư đoàn khác của Pháp đã tăng viện cho mặt trận. Trong khi đó, tình hình cho thấy là quân Bỉ đã đuối sức. Vua Bỉ, được sự gợi ý của 1 thị dân, đã quyết định tháo nước kênh Yser vào ngày 25 tháng 10. Sự kiện này đã khiến cho vùng đất thấp giữa con kênh và tuyến đường sắt bị ngập nước dần dần, và dẫn đến sự kết thúc của trận đánh vào ngày 30 tháng 10. Cùng ngày, quân Đức lội qua dòng nước ngập và đánh chiếm làng Ramscapelle, nhưng bị Sư đoàn số 42 của Pháp đánh bật. Giao tranh chuyển sang Ypres. Đến ngày 10 tháng 11, một đợt tấn công của quân Đức đã đẩy lùi liên quân Pháp - Bỉ tại Dixmude và đem lại Dixmude cho họ.